# Landrecht (Mittelalter)
Als Landrecht bezeichnet man das im Mittelalter und in der frühen Neuzeit in einem Land des Heiligen Römischen Reiches geltende Partikularrecht. Die sich in den Territorien des Reiches seit dem 12. Jahrhundert herausbildenden Landrechte haben sich aus den älteren Stammesrechten der Sachsen, Alamannen, Bajuwaren und Böhmen entwickelt. Durch Privilegien und Gesetze der Landesfürsten sowie die Spruchpraxis der Landgerichte wurden diese alten Rechte ergänzt und weiterentwickelt. Später wurde auch römisches Recht rezipiert und in die Landrechte aufgenommen. Auf die Bürger der Städte wurde das Landrecht nur subsidiär angewendet, denn sie standen zunächst unter dem Stadtrecht und der autonomen Gerichtsbarkeit ihrer Kommunen als eigenen Rechtsbezirken.

Titelblatt der zweiten Ausgabe des Württembergischen Landrechts von 1567

## Inhalt
Die Landrechte enthielten Bestimmungen für alle möglichen Rechtsbereiche: Strafrecht, Privatrecht, Polizei, Lehns- und Verfassungsrecht. Dabei wurden diese Gebiete nicht unbedingt ganz abgedeckt. Oft galten daneben auch Sächsisches und römisches Recht sowie neuere reichsrechtliche Bestimmungen.
In der Schweizerischen Eidgenossenschaft bezeichnet Landrecht auch die Einbürgerung in ländlichen Kommunen unter Sonderkonditionen, ähnlich dem Burgrecht von Städten.

## Aufzeichnung
Zu sehr unterschiedlichen Zeiten wurden die Landrechte aufgeschrieben. Das österreichische Landrecht wurde schon zur Babenbergerzeit entwickelt und zirka 1278 unter König Rudolf I. sowie 1298 unter Albrecht I. aufgezeichnet. Das auf Gewohnheitsrecht beruhende Landrecht der Steiermark wurde wahrscheinlich in der 2. Hälfte des 14. Jahrhunderts abgefasst und galt auch in Kärnten. Das Tiroler Landrecht entstand ab dem Ende des 13. Jahrhunderts, in Salzburg fasste Erzbischof Friedrich III. 1328 das Landrecht in einer Landesordnung zusammen. Das von Kaiser Ludwig dem Bayern erlassene Oberbayerische Landrecht von 1346 kodifizierte frühere Rechtssammlungen in Oberbayern.
In der Kurpfalz erfolgte die Aufzeichnung des Landrechts erst im 16. Jahrhundert. In Böhmen hat sich das Böhmische Landrecht vor allem durch die Sammlung von Urteilen des Landgerichts, die in den so genannten Landtafeln gesammelt wurden, weiterentwickelt. Die böhmische Entwicklung hat dabei auch das Mährische Landrecht und das Recht in Teilen Schlesiens beeinflusst.
Die Herausbildung der Landrechte war im Mittelalter entscheidend für die Entstehung der Länder, die sich als Rechtsgemeinschaft ihrer freien Einwohner konstituierten. Waren sie einmal als solche gebildet, blieben sie zumeist auch dann als eigenständige rechtliche und politische Einheiten erhalten, wenn mehrere unter der Herrschaft einer Dynastie vereinigt wurden, so zum Beispiel die zahlreichen Territorien der Habsburgermonarchie.
Mit der Einführung des Bürgerlichen Gesetzbuchs wurden die Landrechte überall außer Kraft gesetzt.

## Literatur

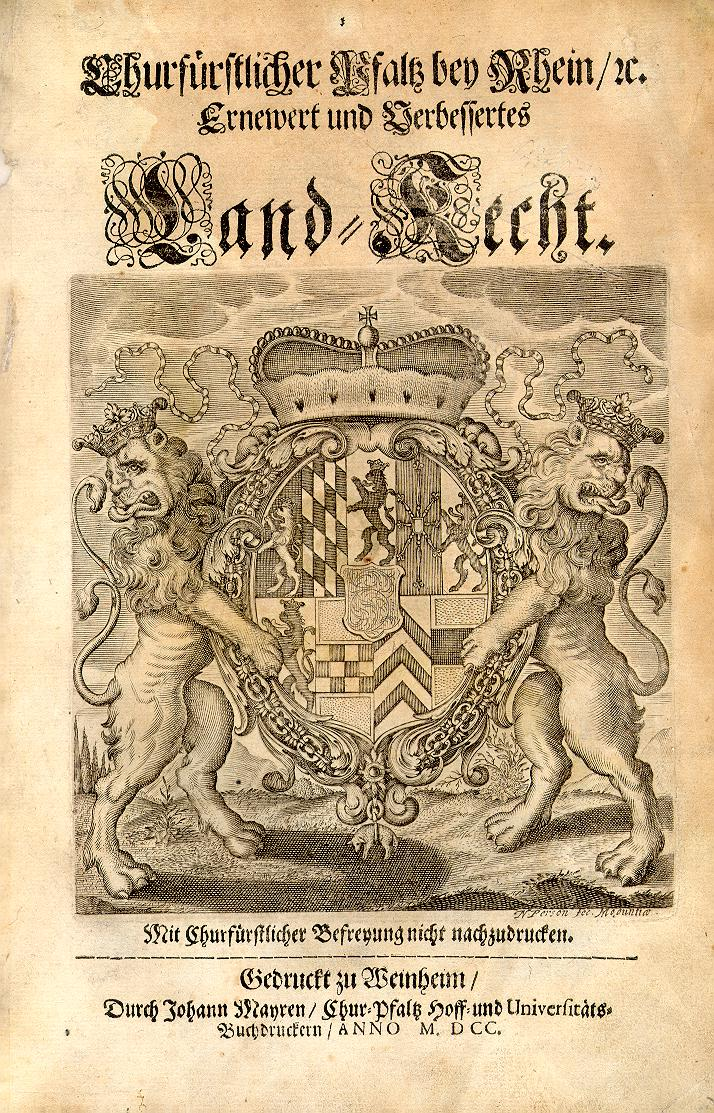
Titelblatt des Kurpfälzischen Landrechts (1700)

### Sekundärliteratur
- Heinrich Speich, Burgrecht. Von der Einbürgerung zum politischen Bündnis im Spätmittelalter (= Vorträge und Forschungen Sonderband 59), Ostfildern 2019.
- Heinrich Gottfried Wilhelm Daniels: Kurkölnisches Landrecht, hrsg. und bearb. von Christoph Becker (= Rechtsgeschichtliche Schriften 19). Köln u. a. 2005.
- Karl August Eckhardt: Das Dithmarscher Landrecht von 1447. Nach d. Ausg. von Andreas Ludwig Jacob Michelsen (= Germanenrechte 16). Göttingen und Marburg 1960.
- Helmut Günter (Hrsg.): Das bayerische Landrecht von 1616 (= Schriftenreihe zur bayerischen Landesgeschichte 66). München 1969.
- Ernst Theodor Gaupp: Das schlesische Landrecht oder Eigentlich Landrecht des Fürstentums Breslau von 1356, an sich und in seinem Verhältnis zum Sachsenspiegel. Leipzig 1828.
- Maria Dirks: Das Landrecht des Kurfürstentums Trier. Seine Geschichte u. s. Stellung in der Rechtsgeschichte. Saarbrücken 1965.
- Wilhelm Hartnack (Hrsg.): Das Wittgensteiner Landrecht nach dem Original-Codex von 1579. Laasphe 1960.
- Otto Dehler: Das hennebergische Landrecht in den Grundzügen dargestellt. [Diss.] Würzburg 1939.
- Stieber, Miloslav: Das österreichische Landrecht und die böhmischen Einwirkungen auf die Reformen König Ottokars in Österreich. Innsbruck 1905.
- Wieslaw Litewski: Landrecht des Herzogtums Preußen von 1620. 5 Bde. Warszawa 1982–1987.
- Ferdinand Bischoff: Steiermärkisches Landrecht des Mittelalters. Graz 1875.
- W. Weltin: Das österreichische Landrecht des 13. Jahrhunderts. In: Recht und Schrift im Mittelalter. Bd. 23, 1977.